# Horkay Barnabás
Horkay Barnabás (1990 –) magyar színész, táncos és mozgásszínházi (fizikai színházi) koreográfus-rendező.

## Életpályája
Vidéken, lelkész családban nőtt fel. Édesanyja lelkész, édesapja fest. A cigándi Széptan Alapfokú Művészeti Iskola tanulója volt. Középiskolai tanulmányait a debreceni Református Gimnáziumban kezdte, majd az utolsó két évét a debreceni Ady Endre Gimnázium dráma tagozatán járta. 2009-ben érettségizett.  A Csokonai Nemzeti Színházban látta először Horváth Csaba munkáit, ami akkora hatást tett rá, hogy az érettségi után jelentkezett az éppen akkor indított fizikai színházi koreográfus-rendező szakra.
2014-ben végzett a Színház- és Filmművészeti Egyetemen, Lukáts Andor és Horváth Csaba osztályában. Szakdolgozatát A mozgás szerepe a színészképzésben címen írta. Már gyakorlati ideje alatt számos színházban és társulatban kipróbálhatta magát, különböző látásmódú rendezőkkel és koreográfusokkal dolgozhatott együtt. Tanárai közül Zsótér Sándortól és Székely Gábortól is sokat tanult.
Színpadon állt többek között a budapesti Katonában, a kecskeméti Katona József Színházban, a Szkéné Színházban, a Vígszínházban, a Trafóban és a Forte Társulat előadásaiban. Országszerte működik közre előadások mozgásának, koreográfiájának kialakításában is.

## Színház
A Színházi adattárban regisztrált bemutatóinak száma 2017 április 8-án: szereplőként 23, koreográfusként 8.

### Színházi szerepei
- William Shakespeare: Troilus és Cressida - Paris; Menelaus (eh, Gyulai Várszínház, 2011)
- Carlo Gozzi, Török Tamara: A kígyóasszony - Brighella (eh, Ódry Színpad, 2012)
- Arany János: Toldi (eh, Ódry Színpad, 2012)
- Franz Kafka, Soós Attila, Fekete Ádám: A kastély (I.) - Barnabás (eh, Ódry Színpad, 2012)
- John Van Druten, Christopher Isherwood, Joe Masteroff, John Kander, Fred Ebb, Varró Dániel, Vörös Róbert: Kabaré (eh, SzFE Kaszás Attila Terem, 2012)
- Krasznahorkai László, Agota Kristof: Kegyelem - A gátőr (eh, Ódry Színpad, 2013)
- Jorge Díaz: Légy a levesben - tánckar (eh, Ódry Színpad, 2013)
- Küszöb (eh, Ódry Színpad, 2013)
- Déry Tibor, Pós Sándor, Presser Tibor, Adamis Anna: Popfesztivál 40 (eh, Vígszínház, 2013)
- Caryl Churchill, Hamvai Kornél, Kákonyi Árpád: Az iglic - járókelő (eh, Budapest Bábszínház Játszó-tér, 2013)
- Georg Büchner: Lenz - Kaufmann, Sebastian (Trojka Színházi Társulás, 2013)
- Móricz Zsigmond, Gyökössy Zsolt: Pillangó - Táncos Rébék (eh, Vörösmarty Színház, 2014)
- Johann Nepomuk Nestroy, Heltai Jenő: Lumpáciusz Vagabundusz (eh, Vígszínház, 2014)
- Zárlat (eh, Színház- és Filmművészeti Egyetem, Trafó – Kortárs Művészetek Háza, 2014)
- Kane Sarah, Soós Attila, Nagy Orsolya: Cleansed (Trojka Színházi Társulás, Trafó - Kortárs Művészetek Háza, 2014)
- Tar Sándor, Földeáki Nóra: A mi utcánk (Színház- és Filmművészeti Egyetem, Padlás, 2014)
- Euripidész, Karsai György, Térey János: Oresztész - Apollón (Radnóti Miklós Színház, 2014)
- Bornemisza Péter, Háy János: Magyar Elektra - kórus (Csiky Gergely Színház
- Federico García Lorca, Illyés Gyula: Vérnász - favágó (Vörösmarty Színház, 2015)
- Heinrich von Kleist, Gábor Sára, Hegymegi Máté: Kolhaas - Wrede gróf; Hans; Kettő (Szkéné Színház, Zsámbéki Színházi Bázis, 2015)
- Fjodor Mihajlovics Dosztojevszkij, Garai Judit, Horváth Csaba, Görög Imre:Bűn és Bűnhődés - Zamjotov (Forte Társulat, 2015)
- Tar Sándor, Keresztury Tibor: A te országod (Forte Társulat, 2015)

### Színházi koreográfiái, mozgás
- Carlo Gozzi, Török Tamara: A kígyóasszony - Brighella (eh, Ódry Színpad, 2012; r: Zsámbéki Gábor)
- Samuel Beckett, Kolozsvári Grandpierre Emil: Godot-ra várva (Katona József Színház, 2014, r: Zsámbéki Gábor, Ascher Tamás)
- Astrid Lindgren, Tótfalusi István: Harisnyás Pippi (Pesti Magyar Színház, 2015, r: Novák Eszter)
- Charlotte Roos, Juli Zeh: Sárga vonal (Színház- és Filmművészeti Egyetem III. éves színész hallgatói, 2015, r: Zsámbéki Gábor)
- Olasz Renátó, Horváth János Antal: Utolsó estém a Földön (Színház- és Filmművészeti Egyetem, Ódry Színpad Klub, 2016 r: Olasz Renátó)
- Frederick Knott, Zöldi Gergely: Várj, míg sötét lesz! (Belvárosi Színház, 2016, r: Novák Eszter)
- Richard Bean, Carlo Goldoni, Zöldi Gergely: Egy fenékkel két lovat (Belvárosi Színház, 2016, r: Pelsőczy Réka)
- Friedrich Schiller, Térey János, Horváth János Antal: Kitagadottak (Színház- és Filmművészeti Egyetem, Ódry Színpad, 2017, r: Olasz Renátó)

## Film
- 2017 Csak színház és más semmi (televíziósorozat) - (epizód)
- 2017 Testről és lélekről (r.: Enyedi Ildikó) - János rendőr
- 2017 Graffiti (r.: Barcsai Bálint) - Soma[4][5]
- 2018 Quimby: Árnyék a szoba falán (videóklip, r.: Ipacs Gergely)
- 2019 Akik maradtak (r.: Tóth Barnabás) - Pepe
- 2023 Cella – Letöltendő élet (sorozat, r.: Csillag Mano) – Szabados őrmester

## Díjai
- zsűri különdíja - Suceava International Festival for Theater Schools seregszemle (a Cleansedben nyújtott alakításáért, 2014)[6]